# 서울동호초등학교
서울동호초등학교는 대한민국 서울특별시 성동구 옥수동에 있는 공립 초등학교이다.

## 연혁
- 2008년 12월 31일 서울동호초등학교 설립인가
- 2010년 2월 24일 준공
- 2010년 3월 1일 서울동호초등학교 개교